# Lijst van bruggen in Heerenveen
Een lijst van bruggen in Heerenveen.
| Brug               | Overspant                  | Weg                      | Jaar | Type        | Materiaal   | Afbeelding |
| ------------------ | -------------------------- | ------------------------ | ---- | ----------- | ----------- | ---------- |
| Herenwalsterbrug   | Heeresloot/Veenscheiding   | Herenwal/Breedpad        | 1996 | ophaalbrug  | ijzer/staal |            |
| Jousterbrug        | Nieuwe Heerenveense Kanaal | Jousterweg               | 1976 | ophaalbrug  | ijzer/staal |            |
| Rotstergaasterbrug | Engelenvaart               | Rotstergaasterweg        | 1975 | ophaalbrug  | ijzer/staal |            |
| Stationsbrug       | Heeresloot                 | Stationsstraat/Fok       |      | ophaalbrug  | ijzer/staal |            |
| Terbandsterbrug    | Heeresloot                 | Heerenwal/Schans         |      | basculebrug | ijzer/staal |            |
| Trambrug           | Heeresloot                 | K.R. Poststraat/Trambaan | 1975 | ophaalbrug  | ijzer/staal |            |